# Midsummer
 (avril 2022).
Si vous disposez d'ouvrages ou d'articles de référence ou si vous connaissez des sites web de qualité traitant du thème abordé ici, merci de compléter l'article en donnant les références utiles à sa vérifiabilité et en les liant à la section « Notes et références ».
Pour les articles homonymes, voir Midsommar (homonymie).
Midsummer, aussi connu comme la Saint Jean-Baptiste, est un ensemble de célébrations dans différents pays d'Europe du Nord — Suède, Danemark, Norvège, Finlande, Estonie, Lituanie, Lettonie — ayant toutes lieu lors du solstice d'été, entre le 21 et le 25 juin. C'est une fête majeure dans les cultures scandinaves et baltes. En Suède, son importance est telle qu'il a été envisagé de déplacer la fête nationale (qui a lieu le 6 juin) le jour précédant les célébrations de Midsommar (nom suédois).

## Histoire
La célébration de Midsummer est une tradition qui a pour but de fusionner le solstice d’été et la fête de la Saint-Jean (ou Saint Jean-Baptiste). Des feux de joie sont alors allumés afin de se protéger des mauvais esprits qui sont considérés comme libres d’errer quand le soleil se dirige vers le sud à nouveau.

## Célébration en Suède

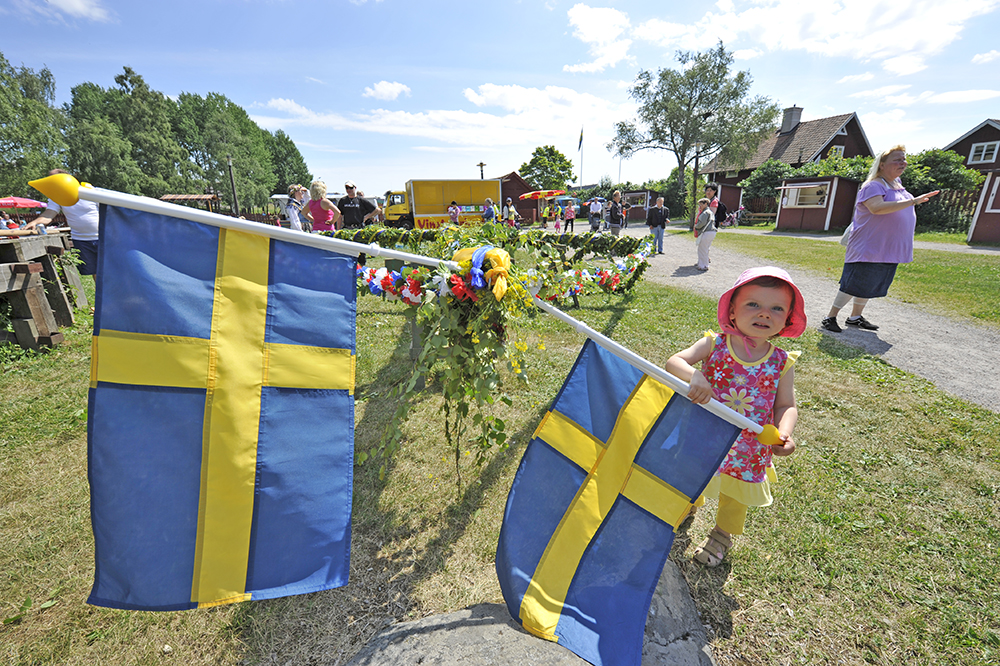
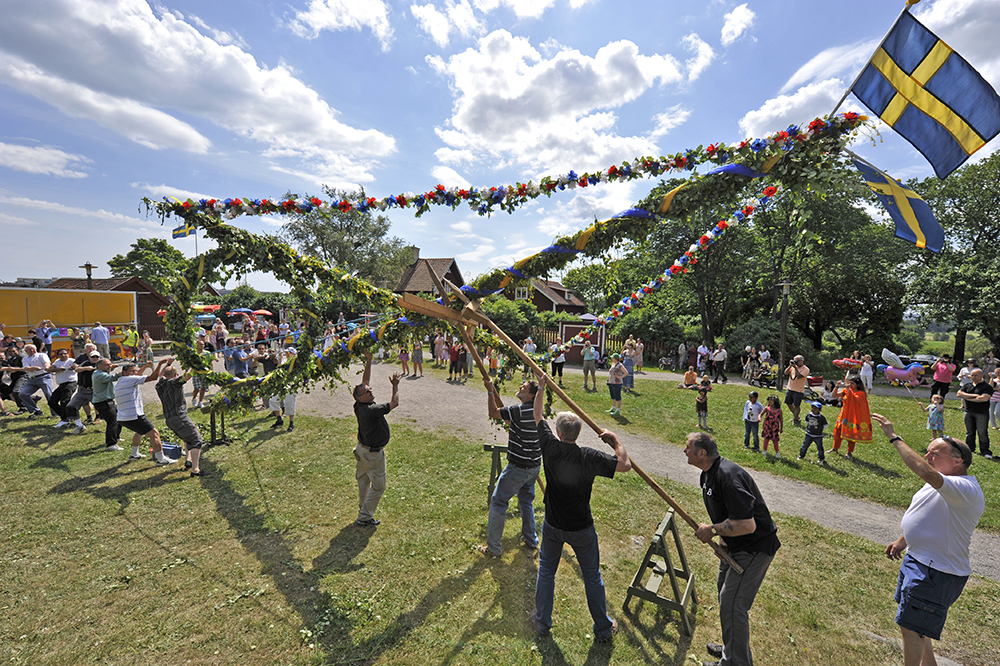
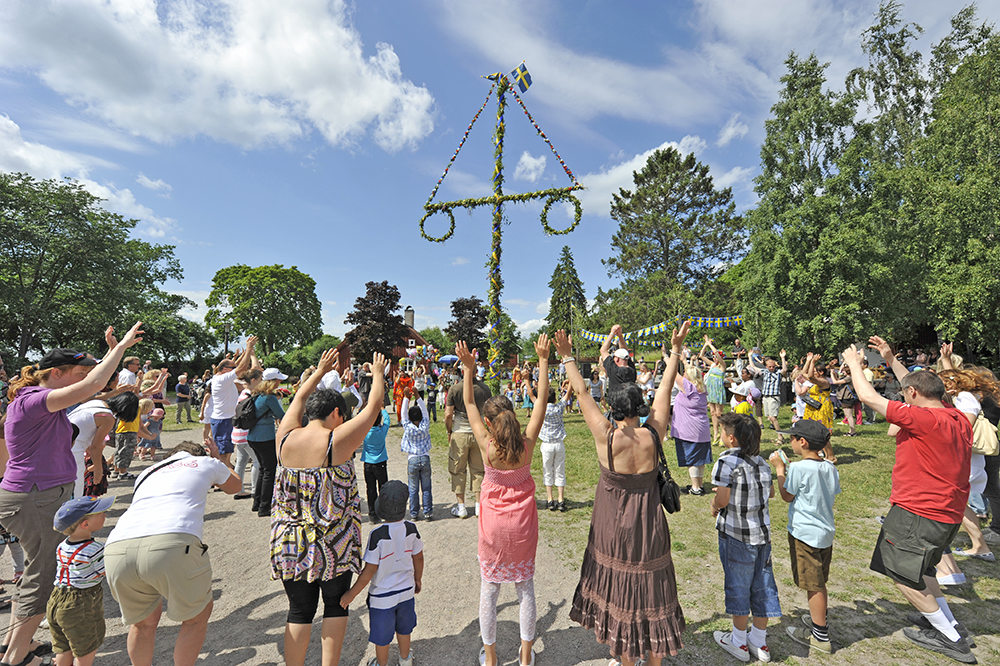

## Célébration en Finlande
En Finlande, le solstice d'été est appelé Juhannus, en hommage à Saint Jean. À l'époque païenne, on l'appelait le jour d'Ukko, mais l'Église a voulu le renommer.
Juhannus est aujourd'hui célébré un samedi entre le 20 et le 26 juin. La plupart des célébrations ont lieu la veille, qui est pour la plupart des citoyens un jour férié non officiel.
La tradition essentielle de Juhannus est les feux de joie allumés sur les plages des lacs et la mer.
Nombreux sont ceux qui passent Juhannus à la campagne en famille ou entre amis. La circulation vers les chalets d'été pendant Juhannus est dense. Aller au sauna est important pour beaucoup et quantité de gens aussi boivent beaucoup (il y a nombreux de cas de noyades).
La magie populaire est étroitement liée à Juhannus. Souvent les sorts prétendument révèlent des informations sur le futur époux. Différentes fleurs sont souvent utilisées comme ingrédients pour les sorts.
Les branches de bouleau sont utilisées pour décorer Juhannus.
Des festivals de musique et des danses folkloriques sont souvent organisés à Juhannus.
Dans le nord du pays, on dit que Juhannus est une nuit sans nuit. C'est seulement pendant Juhannus que le drapeau finlandais est autorisé à flotter toute la nuit. En fait, c'est aussi le jour du drapeau finlandais.